# Neuronema
Neuronema is een geslacht van insecten uit de familie van de bruine gaasvliegen (Hemerobiidae), die tot de orde netvleugeligen (Neuroptera) behoort.

## Soorten
- N. albadelta C.-k. Yang, 1964
- N. albostigma (Matsumura, 1907)
- N. angusticollum (C.-k. Yang, 1997)
- N. anzobicum Makarkin, 1986
- N. assamense Kimmins, 1943
- N. decisum (Walker, 1860)
- N. flavum Krüger, 1922
- N. hani (C.-k. Yang et al in Huang et al., 1988)
- N. huangi C.-k. Yang, 1981
- N. indicum Navás, 1928
- N. irroratum Kimmins, 1943
- N. kuwayamai Nakahara, 1960
- N. laminatum Tjeder, 1936
- N. lianum C.-k. Yang, 1986
- N. medogense C.-k. Yang et al in Huang et al., 1988
- N. navasi Kimmins, 1943
- N. nyingchianum (C.-k. Yang, 1981)
- N. obscurum Krüger, 1922
- N. omeishanum C.-k. Yang, 1964
- N. pielinum (Navás, 1936)
- N. simile Banks, 1940
- N. sinense Tjeder, 1936
- N. unipunctum C.-k. Yang, 1964
- N. yajianganum (C.-k. Yang, 1992)
- N. yunicum (C.-k. Yang, 1986)
- N. zhamanum (C.-k. Yang, 1981)